# 파티마 프타첵
파티마 프타첵(Fátima Ptacek, 2000년 8월 20일 ~ )은 미국의 배우, 모델이다.

## 출연 작품
- 코스트 (2021)
- A Little Game (2014)
- 떠나기 전 해야할 일 (2014)
- 어 미라클 인 스페니쉬 할렘 (2013)
- 티오 파피 (2013)
- 기적의 피아노 (2013)
- 커퓨 (2012)
- 사랑은 언제나 진행중 (2009)